# Euphorbia whellanii
Euphorbia whellanii är en törelväxtart som beskrevs av Leslie Larry Charles Leach. Euphorbia whellanii ingår i släktet törlar, och familjen törelväxter. Inga underarter finns listade i Catalogue of Life.